# ライ・クーダー
ライ・クーダー（Ry Cooder、本名：Ryland Peter Cooder、1947年3月15日 - ）は、アメリカ合衆国出身のミュージシャン、ギタリスト、歌手、作曲家である。

## 概要
世界各国のルーツミュージックに対する造詣も深く、アメリカのルーツ・ミュージックを発掘し、多くの音楽ファンへ広く紹介した。また、ヴィム・ヴェンダース、ウォルター・ヒル監督作品の音楽にも携わった。
「ローリング・ストーンの選ぶ歴史上最も偉大な100人のギタリスト」において、8位にランクイン、2011年の改訂版では第31位。

## 来歴
カリフォルニア州ロサンゼルスに生まれる。父親の影響で、3歳の頃に初めて4弦ギターを手にする。4歳のとき、ナイフによる事故が原因で片目を失明、以後義眼となる。
16歳にして、音楽活動を始める。1960年代半ばには、タジ・マハールらと組んだライジング・サンズ、キャプテン・ビーフハート・アンド・ヒズ・マジック・バンド、ジャッキー・デシャノンのバンドなどで活動。 ローリング・ストーンズのアルバム『レット・イット・ブリード』（1969年）に参加して、同作のレコーディング中に行われたジャム・セッションは『ジャミング・ウィズ・エドワード』（1972年）として発表された。
1970年にアルバム『ライ・クーダー・ファースト』でソロ・デビューを果たす。1970年代の彼のアルバムは、あまり売れず、ウォルター・ヒル監督の映画音楽で、映画ファンに名前を知られた程度だった。しかし、アルバムにはテックス・メックスやハワイアン、ディープ・ソウルなど、さまざまな音楽が収録された。
1978年春、初来日公演が虎ノ門・久保講堂ほかで実施された。1979年秋、デヴィッド・リンドレーと組み再来日公演を行う。リンドレーとは1984年の映画『パリ、テキサス』のサウンドトラックでも共演。以後も1990年、1995年と再度来日公演を行うなど、度々共演を重ねている。なお、『ジャズ』というタイトルのアルバムは、ジャズ・アルバムではない。
1980年代以降は映画音楽を多く手掛けるようになり、自己名義のスタジオ・アルバム製作からは1987年の『ゲット・リズム』を最後にしばらく遠ざかることとなった。同作収録の"Goin' Back To Okinawa"では沖縄民謡風の音階やフレーズにも挑戦、喜納昌吉&チャンプルーズのアルバム『BLOOD LINE』にも参加している。
1991年、ジョン・ハイアット、ジム・ケルトナー、ニック・ロウとリトル・ヴィレッジを結成。翌年同名のアルバムをリリースし、ツアーも行った。
1993年、インドのミュージシャンV・M・バットとの共演作『ア・ミーティング・バイ・ザ・リヴァー』を発表し、同アルバムで第36回グラミー賞の最優秀ワールド・ミュージック・アルバム賞を受賞した。翌1994年にはマリのブルースマンと称されるアリ・ファルカ・トゥーレとの共演作『トーキング・ティンバクトゥー』を発表し、第37回グラミー賞の最優秀ワールド・ミュージック・アルバム賞を受賞した。
1996年、キューバに赴き、エリアデス・オチョア、コンパイ・セグンドといった現地のミュージシャンたちとアルバム『Buena Vista Social Club』をレコーディングする。同作は、1997年の第40回グラミー賞において最優秀トロピカル・ラテン・パフォーマンス賞を受賞するなど、欧米を中心に高い評価を受けた。1999年には、ヴィム・ヴェンダース監督による同名の映画が封切られ、世界的に話題となった。
2003年、キューバ人ギタリストのマヌエル・ガルバンと連名のアルバム『マンボ・シヌエンド』を発表し、同作は第46回グラミー賞で最優秀ポップ・インストゥルメンタル・アルバム賞を受章した。2005年、ロサンゼルスのメキシコ系アメリカ人コミュニティーを題材としたコンセプト・アルバム『チャヴェス・ラヴィーン』を発表し、続く2007年の『マイ・ネーム・イズ・バディ』、2008年の『アイ・フラットヘッド』も同様にストーリー性を持ったアルバムで、これら3作は「カリフォルニア三部作」と呼ばれている。
2009年、リトル・ヴィレッジ以来17年ぶりにニック・ロウと組みツアーを行い、同年11月には日本公演も行った。
スライド・ギターの名手として知られており、多くのギタリストが彼の名を挙げている。フィンガー・ピッキングにも定評があり、指の爪で澄んだ音色を出している。特に両方を織り交ぜたフレーズは、オリジナリティが溢れているとされている。

## ディスコグラフィ

### スタジオ・アルバム
- 1970年 『ライ・クーダー・ファースト』 - Ry Cooder (Reprise)
- 1972年 『紫の峡谷』 - Into the Purple Valley (Reprise)
- 1972年 『流れ者の物語』 - Boomer's Story (Reprise)
- 1974年 『パラダイス・アンド・ランチ』 - Paradise And Lunch (Reprise)
- 1976年 『チキン・スキン・ミュージック』 - Chicken Skin Music (Reprise)
- 1978年 『ジャズ』 - Jazz (Warner Bros.)
- 1979年 『バップ・ドロップ・デラックス』 - Bop Till You Drop (Warner Bros.)
- 1980年 『ボーダーライン』 - Borderline (Warner Bros.)
- 1982年 『スライド・エリア』 - The Slide Area (Warner Bros.)
- 1987年 『ゲット・リズム』 - Get Rhythm (Warner Bros.)
- 2005年 『チャヴェス・ラヴィーン』 - Chávez Ravine (Nonesuch)
- 2007年 『マイ・ネーム・イズ・バディ』 - My Name Is Buddy (Nonesuch)
- 2008年 『アイ・フラットヘッド』 - I, Flathead (Nonesuch)
- 2011年 『プル・アップ・サム・ダスト・アンド・シット・ダウン』 - Pull Up Some Dust and Sit Down (Nonesuch)
- 2012年 『エレクション・スペシャル』 - Election Special (Nonesuch)
- 2018年 『ザ・プロディガル・サン』 - The Prodigal Son (Fantasy)

### ライヴ・アルバム
- 1977年 『ショー・タイム』 - Show Time (Warner Bros.)
- 1982年 『ライヴ』 - Live (Warner Bros.)（ヨーロッパ販売）
- 2013年 Live in San Francisco（Nonesuch）

### コンピレーション
- 1986年 Why Don't You Try Me Tonight ?: The Best of Ry Cooder (Warner Bros.)（アナログLP時代のボーダーラインまでのベスト盤）
- 1994年 『ベスト・オブ・ライ・クーダー』 - River Rescue: The Very Best of Ry Cooder (Warner Bros.)
- 1995年 Music by Ry Cooder (Reprise)
- 2008年 『アンソロジー』 - The Ry Cooder Anthology: The UFO Has Landed (Rhino)
- 2014年 Soundtracks (Warner Bros.)（CD 7枚組）

### 映画サウンドトラック
- 1980年 『ロング・ライダーズ』 - The Long Riders (Warner Bros.)
- 1981年 『サザン・コンフォート』- Southern Comfort (20世紀フォックス)
- 1981年 『ボーダー』 - The Border (MCA)
- 1984年 『ストリート・オブ・ファイヤー』 - Streets of Fire (Warner Bros.)
- 1984年 『パリ、テキサス』 - Paris, Texas (Warner Bros.)
- 1985年 『アラモベイ』 - Alamo Bay (Slash)
- 1985年 『マイナー・ブラザーズ　史上最大の賭け』 - Brewster's Millions (MCA)
- 1986年 『クロスロード』 - Crossroads (Reprise)
- 1986年 『ブルー・シティ　非情の街』 - Blue City (Warner Bros.)
- 1989年 『ジョニー・ハンサム』 - Johnny Handsome (Warner Bros.)
- 1992年 『トレスパス』 - Trespass (Warner Bros.)
- 1993年 『ジェロニモ』 - Geronimo: An American Legend (Columbia)
- 1996年 『ラストマン・スタンディング』 - Last Man Standing (Polygram)
- 1997年 『エンド・オブ・バイオレンス』 - The End Of Violence (Outpost)
- 1998年 『パーフェクト・カップル』 - Primary Colors (MCA)
- 2007年 『マイ・ブルーベリー・ナイツ』 - My Blueberry Nights (Mixed Repertoire)

### その他プロジェクト
- 1967年 キャプテン・ビーフハート・アンド・ヒズ・マジック・バンド『セイフ・アズ・ミルク』 – Safe as Milk
- 1972年 ミック・ジャガー、ビル・ワイマン、チャーリー・ワッツ、ニッキー・ホプキンスとの共同名義, 『ジャミング・ウィズ・エドワード』 - Jamming with Edward! (Rolling Stone Records)
- 1988年 『ペコス・ビル』 - Pecos Bill (Windham Hill) （ナレーション：ロビン・ウィリアムズ）
- 1992年 Rising Sons featuring Taj Mahal and Ry Cooder (Sony)
- 1992年 リトル・ヴィレッジ名義, 『リトル・ヴィレッジ』 - Little Village (Reprise)
- 1993年 V・M・バットと共同名義, 『ア・ミーティング・バイ・ザ・リヴァー』 - A Meeting by the River（1992年録音）(Water Lily Acoustics)（第36回グラミー賞最優秀ワールドミュージック・アルバム受賞）
- 1994年 アリ・ファルカ・トゥーレが主名義, 『トーキング・ティンバクトゥー』 - Talking Timbuktu (World Circuit)（第37回グラミー賞最優秀ワールドミュージック・アルバム受賞）
- 1997年 『ブエナ・ビスタ・ソシアル・クラブ』 - Buena Vista Social Club (Nonesuch)
- 2003年 マヌエル・ガルバンと共同名義, 『マンボ・シヌエンド』 - Mambo Sinuendo (Nonsuch)
- 2010年 チーフタンズと共同名義, 『サン・パトリシオ』 - San Patricio (Hear Music)

## CM
- サントリー アーリータイムズ (1988年)[10]スライド・ギタリストとして出演。